# Liste von Leuchtfeuern in Belgien
Dies ist eine Liste von Leuchttürmen und Feuerschiffen in Belgien.

## Leuchttürme
| Leuchtturm Vuurtoren | Leuchtturm Vuurtoren | Region        | Ort                                                   | Koordinaten         | Baujahr/e       | Höhe in m       | Höhe in m      | Kennung     | Reichweite      | Nummer                                           |               |
| Leuchtturm Vuurtoren | Leuchtturm Vuurtoren | Region        | Ort                                                   | Koordinaten         | Baujahr/e       | Feuer           | Bau            | Kennung     | Reichweite      | Nummer                                           |               |
| -------------------- | --- | ------------- | ----------------------------------------------------- | ------------------- | --------------- | --------------- | -------------- | ----------- | --------------- | ------------------------------------------------ | ------------- |
| Blankenberge         | | Flandern      | Blankenberge                                          | 51° 19′ N, 3° 7′ O  | 1817, 1950–1954 | 106 ft (32,3 m) | 99 ft (30,2 m) | Fl.(2)W.8s  | 20 sm (37 km)   | UKHO: B 0112 NGA: 9044 AMDK: 0462 ARLHS: BEL-001 | [ A 1 ] [ 2 ] |
| Heist                | | Flandern      | Knokke-Heist, Zeebrugge                               | 51° 20′ N, 3° 14′ O | 1907            |                 |                |             |                 |                                                  | [ A 2 ] [ 2 ] |
| Heist                | | Flandern      | Heist, Zeebrugge                                      | 51° 20′ N, 3° 14′ O | 1912            |                 |                |             |                 |                                                  | [ A 2 ] [ 2 ] |
| Lange Nelle          | | Flandern      | Ostende                                               | 51° 14′ N, 2° 56′ O | 1949            | 214 ft (65 m)   | 230 ft (70 m)  | Fl(3).W.10s | 27 sm (50 km)   | UKHO: B 0092 NGA: 9020 ARLHS: BEL-002 AMDK: 0440 | [ A 3 ] [ 2 ] |
| Nieuwpoort           | | Flandern      | Nieuwpoort                                            | 51° 9′ N, 2° 44′ O  | 1949            |                 |                | Fl(2.)R.14s | 15 sm (27,8 km) |                                                  | [ A 4 ] [ 2 ] |
| Westhinder           | Bild gesucht Die Wikipedia wünscht sich an dieser Stelle ein Bild vom hier behandelten Ort. Weitere Infos zum Motiv findest du vielleicht auf der Diskussionsseite . Falls du dabei helfen möchtest, erklärt die Anleitung , wie das geht. BW | Offshore      | 30 km nordwestlich von Nieuwpoort                     | 51° 23′ N, 2° 26′ O | 1992 (c.)       |                 |                |             |                 |                                                  | [ 3 ] [ 2 ]   |
| Zeebrugge            | | Flandern      | Zeebrugge                                             | 51° 21′ N, 3° 12′ O | 1905            |                 |                |             |                 |                                                  | [ A 5 ]       |
| Feuerschiff          | Feuerschiff | Einsatzgebiet | Einsatzgebiet                                         | Koordinaten         | Einsatz bis     |                 |                |             |                 |                                                  |               |
| Westhinder           | Bild gesucht Die Wikipedia wünscht sich an dieser Stelle ein Bild vom hier behandelten Ort. Weitere Infos zum Motiv findest du vielleicht auf der Diskussionsseite . Falls du dabei helfen möchtest, erklärt die Anleitung , wie das geht. BW | Wrack         | Sandbank Westhinder 30 km nordwestlich von Nieuwpoort | 51° 23′ N, 2° 27′ O | 1912            |                 |                |             |                 |                                                  | [ A 6 ] [ 4 ] |
| Westhinder           | Bild gesucht Die Wikipedia wünscht sich an dieser Stelle ein Bild vom hier behandelten Ort. Weitere Infos zum Motiv findest du vielleicht auf der Diskussionsseite . Falls du dabei helfen möchtest, erklärt die Anleitung , wie das geht. BW | Offshore      | Sandbank Westhinder 30 km nordwestlich von Nieuwpoort | 51° 7′ N, 4° 17′ O  | 1972            |                 |                |             |                 |                                                  | [ A 7 ] [ 2 ] |
| Westhinder           | | Offshore      | Sandbank Westhinder 30 km nordwestlich von Nieuwpoort | 51° 20′ N, 3° 12′ O | 1994            |                 |                |             |                 |                                                  | [ A 8 ] [ 2 ] |
| Westhinder           | | Offshore      | Sandbank Westhinder 30 km nordwestlich von Nieuwpoort | 51° 14′ N, 4° 24′ O | 1960            |                 |                |             |                 |                                                  | [ A 9 ] [ 2 ] |

Anmerkungen
1. ↑  Der Turm hat einen U-förmigen Querschnitt. Es ist an ein maritimes Museum angeschlossen.
2. ↑  Dieser Turm gehörte bis 1983 in eine Richtfeuerlinie
3. ↑  1994 wurde der Turm mit zwei blauen Wellen auf weißem Grund bemalt
4. ↑  Ein Leuchtturm namens Vierboet wurde bereits 1284 in der Innenstadt von Nieuwpoort errichtet. Er bekam 1863 eine Laterne und wurde schließlich im Ersten Weltkrieg zerstört. Der heutige Leuchtturm ist der Nachfolger eines Turms von 1926.
5. ↑  Im Ersten Weltkrieg wurde der Leuchtturm während des britischen Überfalls auf Zeebrugge 1918 schwer beschädigt.
6. ↑  Das Feuerschiff in einer Serie von vier, die an der Westhinder-Sandbank vor Nieuwpoort zur Markierung des Gefahrenbereichs eingesetzt waren. Es ist jetzt ist ein geschütztes Wrack. Die Westhinder sank am 14. Dezember 1912 und liegt aufrecht auf dem Meeresgrund in etwa 30 m Tiefe. Der Aufbau ist verschwunden, aber der Rumpf ist fast intakt und ein Ziel für Tacher. Die neunköpfige Besatzungging bei der Katastrophe verloren.
7. ↑  Das Feuerschiff wurde 1972 außer Dienst gestellt und 1976 verkauft. Während es als schwimmendes Restaurant in Ostende genutzt wurde, sank es 1978 an seinem Liegeplatz, konnte aber wieder flottgemacht werden. In den 1980er Jahren wurde es als Schrott verkauft, aber schließlich gerettet. Es wurde 2002 nach Rupelmonde geschleppt, wo es besichtigt werden kann.
8. ↑  Dieses Feuerschiff wurde 1994 außer Dienst gestellt. Es liegt jetzt an Land in einem Themenpark an der Küste von Zeebrugge
9. ↑  Dieses Feuerschiff wurde 1960 bei einer Kollision mit dem norwegischen Tanker Branita schwer beschädigt. Auf dem Weg nach Oostende zur Reparatur sank das Feuerschiff, konnte aber geborgen und wieder in Dienst gestellt werden. Es wurde 1992 stillgelegt und 1995 der Stadt Antwerpen überlassen.